# Prunay-Cassereau

Prunay-Cassereau este o comună în departamentul Loir-et-Cher, Franța. În 1 ianuarie 2022 avea o populație de 587 de locuitori.